# Махамбет (Байтерецький район)
Махамбе́т (каз. Махамбет) — село у складі Байтерецького району Західноказахстанської області Казахстану. Адміністративний центр Махамбетського сільського округу.
У радянські часи село називалось Чапово.
Населення — 2206 осіб (2021; 1859 у 2009, 1674 у 1999, 1728 у 1989).